# Glypta saperdae
Glypta saperdae är en stekelart som beskrevs av Dasch 1988. Glypta saperdae ingår i släktet Glypta och familjen brokparasitsteklar. Inga underarter finns listade i Catalogue of Life.